# Вернер Лампе
Вернер Лампе (нім. Werner Lampe, 30 листопада 1952) — німецький плавець.
Призер Олімпійських Ігор 1972 року, учасник 1976 року.
Чемпіон світу з водних видів спорту 1975 року, призер 1973 року.
Чемпіон Європи з водних видів спорту 1970 року.